# Ersun Yanal
Kazım Ersun Yanal, né le 17 décembre 1961 à Buca (Izmir), est un entraîneur de football turc. Il est diplômé de l'Université de Celal Bayar, université dans laquelle il fait la connaissance de Mesut Bakkal et Tevfik Lav.

## Carrière
Connu pour doter les équipes qu'il entraîne d'un style de jeu très offensif, Ersun Yanal a entraîné dans l'ordre Sarayköyspor, Denizlispor, Gençlerbirliği (club avec lequel il a atteint les huitièmes de finale de la Coupe d'UEFA, après avoir éliminé les Blackburn Rovers, le Sporting Portugal et le Parme FC, et s'être fait éliminer par le Valence FC), Ankaragücü, la sélection nationale turque, Manisaspor et dernièrement Trabzonspor. Il donne sa démission de ce dernier club en avril 2009.
Il entraîne le club d'Eskisehirspor de 2011 à 2013 avant de rejoindre Fenerbahçe. Il gagne son premier match avec Fenerbahçe en battant Boluspor 4-0. À son premier match de ligue avec Fenerbahçe, il perd 3-2 contre Torku Konyaspor. En quelque temps, il a su métamorphosé Fenerbahçe, il pointe maintenant l’équipe à la première place, devant ses opposants Galatasaray et Besiktas relégués tous deux à 8 et 12 points derrière l'équipe d'Ersun Yanal. Le 27 avril 2014, il est sacré champion avec Fenerbahçe à trois matchs de la fin du championnat.
Libre depuis son départ de Trabzonspor en octobre 2017, Ersun Yanal revient au Fenerbahçe le 14 décembre 2018 pour un contrat d'un an et demi.